# Urgleptes fasciatus
Urgleptes fasciatus är en skalbaggsart som först beskrevs av Bates 1881.  Urgleptes fasciatus ingår i släktet Urgleptes och familjen långhorningar.
Artens utbredningsområde är:
- Costa Rica.
- Guatemala.
- Honduras.

Inga underarter finns listade i Catalogue of Life.